# 三星堆出土玉边璋
三星堆出土玉边璋于1986年从中國四川省广汉市三星堆遗址一号祭祀坑出土，通长54.5厘米，呈刀形，两面满饰图案，据研究所刻画为原始宗教的祭祀场面。

## 圖案
图案上下两幅对称布局，内容相同，最上一幅平行站立三人，头戴平顶冠，戴铃形耳饰，双手在胸前做抱拳状，脚穿翘头鞭，两脚外撇站成一字形。第二幅是两座山，山顶内部有一圆圈(可能代表太阳)，在圆的两侧分别刻有“云气纹”，两山之间有一盘状物，上有飘动的线条状若火焰。
在山形图案的低部又画有一座小山，小山的下部是一方台(可能代表祭祀台)，山的外侧，一只大手，仿佛从天而降，伸出拇指按在山腰上。第三幅是两组S形勾连的云雷纹。云雷纹下的一幅也是三个人，穿着和手势与第一幅相同，所不同的是这三个人戴着山形高帽，双脚呈跪拜的姿势。第五幅又是两座山，内部结构与第二幅相同，所不同的是山外两侧各立有一牙璋，右边的山头伸出一个状若象勾状物横在两山之间。这些图案反映出古蜀人在祭坛上举着牙璋祭祀天地和大山，而且天神已有反应，伸出拇指按在山腰上，这是要赐福于下界的表示。